# Малокачаково
Малокача́ково (рос. Малокачаково, башк. Бәләкәй Ҡасаҡ) — присілок у складі Калтасинського району Башкортостану, Росія. Входить до складу Большекачаковської сільської ради.
Населення — 279 осіб (2010; 291 у 2002).
Національний склад:
- удмурти — 100 %